# ژانگ زیلین
ژانگ زیلین (به انگلیسی: Zhang Zilin) (زاده ۲۲ مارس ۱۹۸۴) بازیگر، مدل و ملکه زیبایی اهل چین است.
او به نمایندگی از چین در مسابقات دوشیزه دنیا در سال ۲۰۰۷ شرکت کرد و برنده شد.